# حرف صغير المتك
الحُرْف صغير المتك نوع نباتي يتبع جنس الحُرْف من الفصيلة الصليبية.

## الموئل والانتشار
موكنه شرق الولايات المتحدة بين ولايتي فرجينيا وكارولينا الشمالية.